# Championnat de France féminin de kin-ball

## Équipes du Championnat de France de kin-ball 2012-2013
- Kin-ball Association Rennes (4 équipes)
- SCO kin-ball Angers (2 équipes)
- Nantes Atlantique Kinball Club (2 équipes)
- Les Ponts-de-Cé
- Couhé
- Saint-Brieuc
- Le Mans
- Campbon

À partir de la saison 2012-2013, le championnat sera répartie en 2 division.

## Palmarès
- 2012-2013 Nantes
- 2011-2012 Nantes
- 2010-2011 Angers 1
- 2009-2010 Angers 2
- 2008-2009 Angers 1
- 2007-2008 Angers 1
- 2006-2007 Angers 1

En 2005/2006, quelques matchs ont été organisés pour préparer l'organisation du 1er Championnat de France féminin de kin-ball l'année suivante. Ce "pré-championnat" a été remporté par Angers 1.

## Classements des dernières saisons
| Club                                     | 06/07 | 07/08 | 08/09 | 09/10 | 10/11 | 11/12 |
| Angers 1                                 | 1     | 1     | 1     | 3     | 1     | 5     |
| Rennes 1                                 | 4     | 3     | 2     | 2     | 3     | 3     |
| Angers 2                                 | 2     | 2     | 3     | 1     | 2     | 4     |
| Quintin 1                                | -     | 4     | 5     | 4     | 4     | 2     |
| Nantes 1                                 | -     | -     | -     | -     | 6     | 1     |
| Ponts-de-Cé                              | -     | -     | -     | -     | 7     | 6     |
| Rennes 2                                 | 3     | -     | -     | -     | -     | 7     |
| Association Kin-ball Armor - Montcontour | 5     | -     | -     | -     | -     | -     |
| Quintin 2                                | -     | -     | 4     | -     | -     | -     |
| Landéronde                               | -     | -     | -     | 5     | -     | -     |
| Nantes 2                                 | -     | -     | -     | -     | -     | 8     |
| Couhé                                    | -     | -     | -     | -     | -     | 9     |